# Унцень (комуна)
Унцень, Унцені (рум. Unțeni) — комуна у повіті Ботошані в Румунії. До складу комуни входять такі села (дані про населення за 2002 рік):
- Бурла (111 осіб)
- Бурлешть (673 особи)
- Валя-Граждулуй
- Вултурень
- Минестірень (849 осіб)
- Сорочень (168 осіб)
- Унцень (1223 особи)

Комуна розташована на відстані 376 км на північ від Бухареста, 9 км на північний схід від Ботошань, 93 км на північний захід від Ясс.

## Населення
За даними перепису населення 2002 року у комуні проживали 3024 особи.
Національний склад населення комуни:
| Національність | Кількість осіб | Відсоток |
| -------------- | -------------- | -------- |
| румуни         | 3019           | 99,8%    |
| цигани         | 5              | 0,2%     |

Рідною мовою назвали:
| Мова      | Кількість осіб | Відсоток |
| --------- | -------------- | -------- |
| румунська | 3023           | > 99,9%  |
| угорська  | 1              | < 0,1%   |

Склад населення комуни за віросповіданням:
| Релігія       | Кількість осіб | Відсоток |
| ------------- | -------------- | -------- |
| православні   | 2852           | 94,3%    |
| п'ятдесятники | 161            | 5,3%     |
| адвентисти    | 6              | 0,2%     |
| атеїсти       | 1              | < 0,1%   |